# Nachal Rova
Nachal Rova (hebrejsky נחל רובע) je vádí v jižním Izraeli, na severovýchodním okraji Negevské pouště.
Začíná přes 15 kilometrů severovýchodně od města Dimona a cca 9 kilometrů jihozápadně od města Arad v nadmořské výšce přes 500 metrů severně od vrchoviny Giv'ot Masach. Leží na okraji oblasti s rozptýleným beduínským osídlením, která ale jižně a východně odtud rychle ustupuje prakticky neosídlené pouštní krajině. Vádí směřuje k jihozápadu a postupně se zařezává do okolního terénu. Ústí zleva do vádí Nachal Kamrir, které patří do povodí Mrtvého moře.